# Wschodnioniemiecka Formuła 3 Sezon 1969
Sezon 1969 był piętnastym sezonem Wschodnioniemieckiej Formuły 3.

## Kalendarz wyścigów
| Runda | Data           | Tor     | Pole position | Najszybsze okrążenie  | Zwycięzca (kierowcy) | Zwycięzca (zespoły) |
| ----- | -------------- | ------- | ------------- | --------------------- | -------------------- | ------------------- |
| 1     | 27 kwietnia    | Bernau  | Rolf Gröndahl | Rolf Gröndahl         | Rolf Gröndahl        | Kalmar MK           |
| 2     | 7–8 czerwca    | Bautzen | Heinz Melkus  | Peter Findeisen       | Peter Findeisen      | MC Post Dresden     |
| 3     | 9–10 sierpnia  | Schleiz | Heinz Melkus  | Heinz Melkus          | Heinz Melkus         | MC Post Dresden     |
| 4     | 13–14 września | Drezno  | Heinz Melkus  | Manfred Bretschneider | Frieder Rädlein      | MC Lockwitzgrund    |

## Klasyfikacja kierowców
| Legenda oznaczeń w tabelach wyników Wyświetl szablon na nowej stronie | Legenda oznaczeń w tabelach wyników Wyświetl szablon na nowej stronie                                                                     |
| Oznaczenie                                                            | Wyjaśnienie |
| --------------------------------------------------------------------- | --- |
| Złoty                                                                 | Zwycięzca lub mistrzostwo |
| Srebrny                                                               | 2. miejsce lub wicemistrzostwo |
| Brązowy                                                               | 3. miejsce lub II wicemistrzostwo |
| Zielony                                                               | Ukończył, punktował (w klasyfikacji generalnej, gdy zdobył co najmniej jeden punkt na przestrzeni sezonu, poza trzema powyższymi opcjami) |
| Niebieski                                                             | Ukończył, nie punktował (w klasyfikacji generalnej, gdy nie zdobył co najmniej jednego punktu na przestrzeni sezonu)                      |
| Czerwony                                                              | Nie zakwalifikował się (NZ) |
| Czerwony                                                              | Nie prekwalifikował się (NPK) |
| Różowy                                                                | Nie ukończył (NU) |
| Różowy                                                                | Niesklasyfikowany (NS) (w klasyfikacji generalnej, gdy nie został sklasyfikowany w żadnym wyścigu sezonu)                                 |
| Czarny                                                                | Zdyskwalifikowany (DK) |
| Czarny                                                                | Wykluczony (WYK/EX) |
| Biały                                                                 | Nie wystartował (NW) |
| Biały                                                                 | Kontuzjowany (K/INJ) |
| Biały                                                                 | Wyścig odwołany (OD/C) |
| Bez koloru                                                            | Został wycofany (WYC/WD) |
| Bez koloru                                                            | Nie przybył (NP/DNA) |
| Bez koloru                                                            | Nie brał udziału w treningach (NT/DNP) |
| Bez koloru                                                            | Nie został zgłoszony (–) |
| Pogrubienie                                                           | Start z pole position |
| Kursywa                                                               | Najszybsze okrążenie wyścigu |
| †                                                                     | Nie ukończył, ale jego rezultat został zaliczony ze względu na przejechanie więcej niż 90% dystansu wyścigu.                              |
| *                                                                     | Sezon w trakcie |
| 1/2/3                                                                 | Punktowana pozycja w sprincie kwalifikacyjnym                                                                                             |
| Lista systemów punktacji Formuły 1                                    | |

| Poz.                                          | Kierowca              | Zespół                | BER | BAU | SLZ | DRE | Punkty |
| --------------------------------------------- | --------------------- | --------------------- | --- | --- | --- | --- | ------ |
| 1                                             | Frieder Rädlein       | MC Lockwitzgrund      | 6   | NU  | 2   | 1   | 18     |
| 2                                             | Ulli Melkus           | MC Post Dresden       | 5   | 2   | 5   | 2   | 18     |
| 3                                             | Heinz Melkus          | MC Post Dresden       | 2   | NU  | 1   | NU  | 18     |
| 4                                             | Peter Findeisen       | MC Post Dresden       | 8   | 1   | 4   | NU  | 13     |
| 5                                             | Manfred Berger        | MC Wolfen-Bitterfeld  | 4   | NU  | NU  | 3   | 10     |
| 6                                             | Wolfgang Krug         | MC Großenhain         | NU  | 3   | 9   | NU  | 4      |
| 6                                             | Klaus-Peter Krause    | MC Kraftverkehr Gotha | NU  | NU  | 3   | NU  | 4      |
| 8                                             | Dieter Pankrath       | MC Köpenick           | NU  | NU  | 7   | 4   | 3      |
| 9                                             | Siegfried Scholz      | MC Bernauer Schleife  | 12  | 4   | 10  | NU  | 3      |
| 10                                            | Manfred Bretschneider | MC Automot Heidenau   | 7   | NU  | NU  | NU  | 2      |
| 11                                            | Jürgen Käppler        | MC Brand-Erbisdorf    | NU  | NU  | 6   | NU  | 1      |
| NS                                            | Ralf Röber            | MC Bautzen            | 9   | NU  | 8   | NU  | 0      |
| Kierowcy niedopuszczeni do zdobywania punktów |                       |                       |     |     |     |     |        |
| NS                                            | Rolf Gröndahl         | Kalmar MK             | 1   | -   | -   | -   | 0      |
| NS                                            | René Scalais          | René Scalais          | 3   | -   | -   | -   | 0      |
| NS                                            | István Sulyok         | VII. Autójavitó       | 10  | -   | -   | -   | 0      |
| NS                                            | Miklós de Sorgo       | Spartacus Budapest    | 11  | -   | -   | -   | 0      |